# Calidota obscurator
Calidota obscurator là một loài bướm đêm thuộc phân họ Arctiinae, họ Erebidae.